# Alexander Andrae (General)
Alexander Andrae (* 27. April 1888 in Köslin; † 3. April 1979 in Wiesbaden) war ein deutscher General der Flieger (bis 1943) und General der Artillerie (im Jahre 1945) im Zweiten Weltkrieg.

## Leben
Andrae trat am 17. September 1906 als Fahnenjunker in das Feldartillerie-Regiment „General-Feldzeugmeister“ (2. Brandenburgisches) Nr. 18 ein, wo er nach seiner Beförderung zum Leutnant am 27. Januar 1908 als Batterieoffizier eingesetzt wurde. Es folgten Kommandierungen an die Feldartillerie-Schießschule Jüterbog, die Militär-Turnanstalt Berlin sowie die Gewehrfabrik Erfurt. Zum 1. Oktober 1913 stieg er innerhalb seines Regiments zum Abteilungs- und ab 1. März 1914 zum Regimentsadjutant auf.
Mit Ausbruch des Ersten Weltkriegs kam er mit seinem Regiment an der Westfront zum Einsatz. Zum 28. März 1915 wechselte Oberleutnant Andrae als Adjutant zur 56. Feldartillerie-Brigade über. Im Anschluss fungierte er von Oktober 1916 bis Januar 1917 als Generalstabsoffizier hintereinander beim Armeeoberkommando 2, bei der 46. Reserve-Division, der 23., der 26. und der 25. Infanterie-Division sowie in der 9. Landwehr-Division. Vom Februar bis September 1917 hatte er die gleiche Funktion dann beim Generalkommando des XVI. Armee-Korps inne. Während dieser Zeit war er für zwei Wochen als Kompanieführer im 12. Königlich Sächsischen Infanterie-Regiment Nr. 177 eingesetzt sowie ferner von Juli bis September 1917 zu diversen Generalstabskursen abkommandiert. Nach deren Abschluss wurde Andrae als Generalstabsoffizier im Stab des Generalgouvernements Antwerpen eingesetzt, wo er bis Kriegsende verblieb.
Von Januar bis Ende Februar 1919 war Andrae zunächst zur Nachrichtenstelle des Auswärtigen Amtes abkommandiert worden. Von dort wechselte er am 3. März 1919 als Generalstabsoffizier in das Generalkommando des VI. Armee-Korps über. Anschließend diente er vom 17. Juni 1919 bis Ende Januar 1920 im Stab des Infanterieführers der Reichswehr-Brigade 6. Zum 31. Januar 1920 wurde Andrae als Hauptmann aus dem Militärdienst verabschiedet und trat zur Polizei über.
Dort agierte er zunächst von Februar bis September 1920 als Chef des Stabes der Sicherheitspolizei von Schleswig-Holstein sowie anschließend bis September 1922 als Sachbearbeiter im Oberpräsidium in Kiel. Zum 1. Oktober 1922 wurde Andrae zum Kommandeur der Schutzpolizei von Cottbus ernannt, was er bis Juli 1925 blieb. Im Anschluss hieran wurde er von August 1925 bis Ende 1926 als Lehrer und Sachbearbeiter in der Forschungsabteilung an die Höhere Polizeischule Potsdam-Eiche sowie ab Januar 1927 bis Mitte März 1933 ebenfalls als Lehrer und Sachbearbeiter an das Polizei-Institut Charlottenburg versetzt, wo Andrae zugleich als stellvertretender Kommandeur bei verschiedenen Polizeiinspektionen diente. Am 21. März 1933 wurde er Kommandeur der Höheren Polizeischule in Eiche. Anschließend war er vom 1. Juni 1934 bis zum 14. Oktober 1935 Kommandeur der Landespolizeigruppe von Stettin.
Am 15. Oktober 1935 wechselte Andrae zum Heer über und wurde als Oberst beim Stab des Artillerie-Regiments 12 verwendet. Von dort wechselte er am 1. August 1936 zur Luftwaffe über und absolvierte einen Beobachterlehrgang an der Fliegerschule Braunschweig. Nach dessen Beendigung wurde er zum 1. November 1936 Kommandeur der Luftkriegsschulen, was er bis August 1939 blieb. Während dieser Zeit war Andrae ab Mitte März 1938 zeitgleich Inspekteur des Erziehungs- und Bildungswesens der Luftwaffe.

### Zweiter Weltkrieg
Kurz vor Beginn des Zweiten Weltkrieges wurde Andrae am 26. August 1939 zum Kommandeur des Luftgaustabes 17 ernannt, was er für die Dauer des Überfalls auf Polen bis Oktober 1939 blieb. Anschließend war er bis Februar 1940 erneut Inspekteur des Erziehungs- und Bildungswesens der Luftwaffe. Nach der Besetzung Dänemarks durch deutsche Einheiten im März 1940 wurde er dort Kommandeur des Luftgaustabes 300.
Im Balkanfeldzug wurde Andrae zum 30. April 1941 zum Kommandierenden General und Befehlshaber des Luftgaus Balkan ernannt. In dieser Funktion war er zugleich Befehlshaber des Luftwaffenstabes bei der Luftlandeschlacht um Kreta. Nach der Besetzung der Insel wurde Andrae am 9. Juni 1941 zum Kommandanten der Festung Kreta ernannt. Unter seinem Kommando kam es im Zuge von Sühneaktionen gegen die Zivilbevölkerung von Kreta zu Massenexekutionen unter der dortigen Zivilbevölkerung. Als er einen direkten Befehl Hermann Görings zur rücksichtslosen Weiterverfolgung von „Saboteuren“ verweigerte, wurde Andrae von seiner Funktion als Festungskommandant im August 1942 abgelöst und kommissarisch durch General Bruno Bräuer ersetzt. Er wurde daraufhin ab dem 29. August 1942 als Offizier z. b. V. im Reichsluftfahrtministerium (RLM) geführt und am 31. Mai 1943 als General der Flieger aus dem Militärdienst verabschiedet.
Im April 1945 wurde Andrae als General der Artillerie reaktiviert, dem Heer zugewiesen und stand die wenigen Wochen bis Kriegsende zur Verfügung beim Armeeoberkommando der 4. Panzerarmee, kam aber zu keinen Einsatz mehr.

### Nachkriegszeit
Am 8. Mai 1945 geriet Andrae in britische Kriegsgefangenschaft. Von dieser wurde er jedoch bald an die griechischen Behörden ausgeliefert und dort inhaftiert. Nach einem Prozess wurde Andrae für seine Tätigkeit als Festungskommandant von Kreta u. a. wegen seiner Beteiligung an sogenannten „Vergeltungsaktionen“, die er in bestimmten Fällen sogar angeordnet hatte, im Dezember 1947 für schuldig befunden und zu lebenslänglichem Zuchthaus verurteilt. Dieses Urteil wurde am 24. Dezember 1951 in eine vierjährige Haftzeit umgewandelt, so dass Andrae am 10. Januar 1952 wieder entlassen wurde.
Er schlug nun eine politische Karriere ein und gehörte bald zu den profiliertesten Rechtsradikalen der jungen Bundesrepublik. Er engagierte sich zunächst im Deutschen Block und war 1953 Mitbegründer des Reichsblocks. Zwischen 1953 und 1955 war er als Angehöriger des Parteidirektoriums einer der drei Vorsitzenden der Deutschen Reichspartei. Er trat 1957 aus der Partei aus und kam so seinem Parteiausschluss aufgrund seiner national-neutralistischen Haltung zuvor.

## Schriften
- Bereitschaftsführer und Bereitschaft. Gedanken über Ausbildung und Erziehung in der Schutzpolizei. Berlin 1928.
- Polizei und Heer. Berlin 1929.
- Verfassung und Verfassungswirklichkeit in der Bundesrepublik : ein Brief an Präsident Kennedy, Vereinigte Deutsche Nationalversammlung, Hamburg 1963.